# Списки монархів країн світу
Цей  список  списків   монархів  країн  світу   включає   в  себе   списки   монархів    згідно   географічного   поділу   світу   на   континенти   .

## Західна Азія
- Список царів Амурру
- Артукіди
- Арцруніди
- Правителі Ассирії
- Атталіди
- Список монархів Афганістану
- Ахеменіди
- Багратуні
- Список емірів Бахрейну
- Вавилонські царі
- Список царів Віфінії
- Гайкіди
- Список царів Галатії
- Список грузинських царів
- Список емірів Дербенту
- Царі Еламу
- Список імамів Ємену
- Список королів Єрусалиму
- Занди
- Зуль-Кадари
- Список правителів Ізраїльсько-Юдейського царства
- Царі Ізраїлю
- Королівство Ірак
- Список королів Йорданії
- Список казахських ханів
- Список царів Каппадокії
- Емір Катару
- Список королів Кіпру
- Перелік володарів Колхіди
- Царі Коммагени
- Список емірів Кувейту
- Список царів Лідії
- Лузіньяни
- Список царів Марі
- Список царів Мітанні
- Список правителів Оману
- Список царів Осроени
- Пахлаві
- Рубеніди
- Династія Сасанідів
- Список королів Саудівської Аравії
- Держава Селевкідів
- Список царів Софени
- Список трапезундських імператорів
- Список правителів Тіра
- Список царів Угариту
- Список правителів Урарту
- Правителі хеттів
- Хетуміди
- Хотакі
- Шах-Арменіди
- Список царів Шумеру та Аккаду
- Правителі Юдеї
- Царі Стародавньої Юдеї

## Східна Азія
- Список султанів Брунею
- Список правителів Бутану
- Династія Нгуєн
- Список індійських монархів
- Імперія Великих Моголів
- Список монархів Камбоджі
- Список правителів Китаю
- Список монархів Кореї
- Королі Непалу
- Імперія Пала
- Скіндії
- Список монархів Таїланду
- Чалук'я
- Династія Чень
- Чола
- Династія Цзінь
- Список імператорів Японії

## Африка
- Аглабіди
- Баттіади
- Оба Бенінського царства
- Список королів Буганди
- Список королів Бурунді
- Султанат Вадай
- Список імператорів Ефіопії
- Список фараонів
- Список султанів Єгипту
- Список королів Єгипту
- Занзібарський султанат
- Іхшиди
- Правителі Карфагена
- Список королів Лесото
- Король Марокко
- Нумідія
- Список королів Свазіленду
- Сеннар
- Сокото
- Тулуніди

## Європа
- Список правителів Австрії
- Монархи Англії
- Список правителів Арагону
- Список правителів Астурії
- Королі Баварії
- Список королів Бельгії
- Список правителів Білорусі
- Болгарські царі
- Список королів Боснії
- Боспорські царі
- Бретонська марка
- Список британських монархів
- Список правителів Греції
- Правителі гунів
- Список королів Дал Ріади
- Список монархів Данії
- Імператор Заходу
- Список верховних королів Ірландії
- Список монархів Іспанії
- Список королів Італії
- Казанський хан
- Список правителів Кастилії
- Великий князь київський
- Список кримських ханів
- Правителі Литви
- Князь Ліхтенштейну
- Список правителів Люксембургу
- Князь Монако
- Список правителів Наварри
- Список правителів Неаполітанського королівства
- Список монархів Нідерландів
- Список монархів Німеччини
- Список королів Норвегії
- Список герцогів Нормандії
- Список королів остготів
- Королі й князі Польщі
- Список португальських монархів
- Правителі Пруссії
- Список римських імператорів
- Правителі Росії
- Список імператорів Росії
- Список великих графів і королів Сицилії
- Трпимировичі
- Список правителів Угорщини
- Список правителів Фландрії
- Монархи Франції
- Список королів Хорватії
- Чернігово-сіверські князі
- Чеські володарі
- Список правителів Чорногорії
- Список графів Шампані
- Список королів Швеції
- Монархи Шотландії
- Юлії-Клавдії

## Америка
- Ацтеки
- Баакульське царство
- Список монархів Бразилії
- Інки
- Саке
- Сіпа
- Тлателолько

## Океанія
- Гавайське королівство
- О ле Ао О ле Мало
- Список королів Тонги